# Michael Park

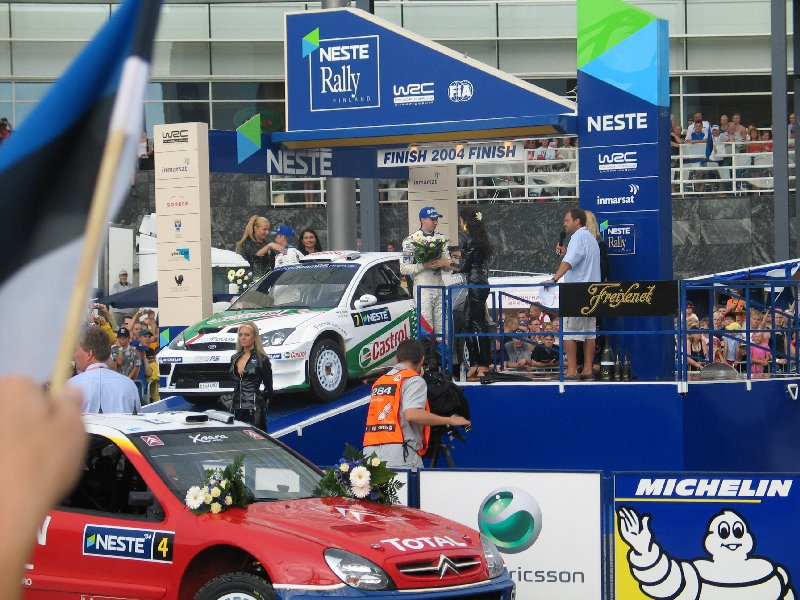
Markko Märtin és Michael Park a 2004-es finn rali dobogóján

Michael Park (1966. június 22. – 2005. szeptember 18.) brit rali-navigátor.

## Pályafutása
1994 és 2005 között vett részt a rali-világbajnokságon. Első világbajnoki versenye az 1994-es brit rali volt, melyen David Higgins társaként indult. Az 1999-es szezonban a szaúdi Abdullah Bakhashab oldalán nyolc versenyen állt rajthoz, és az Akropolisz-ralin megszerezte első pontját a világbajnokságon. 2000 és 2005 között az észt Markko Märtin navigátoraként versenyzett. Ez idő alatt öt versenyt nyertek, és a 2004-es évben a világbajnokság harmadik helyén zártak.
A 2005-ös Wales-rali tizenötödik szakaszán, autójuk jobb oldalával egy fának csapódtak, és az ütközés következtében Michael a helyszínen életét vesztette. Michaelt felesége és két gyermeke gyászolja.
Emlékére 2006. június 20-án az Észtországi Tallinnban emlékművet állítottak.

### Rali-világbajnoki győzelmei

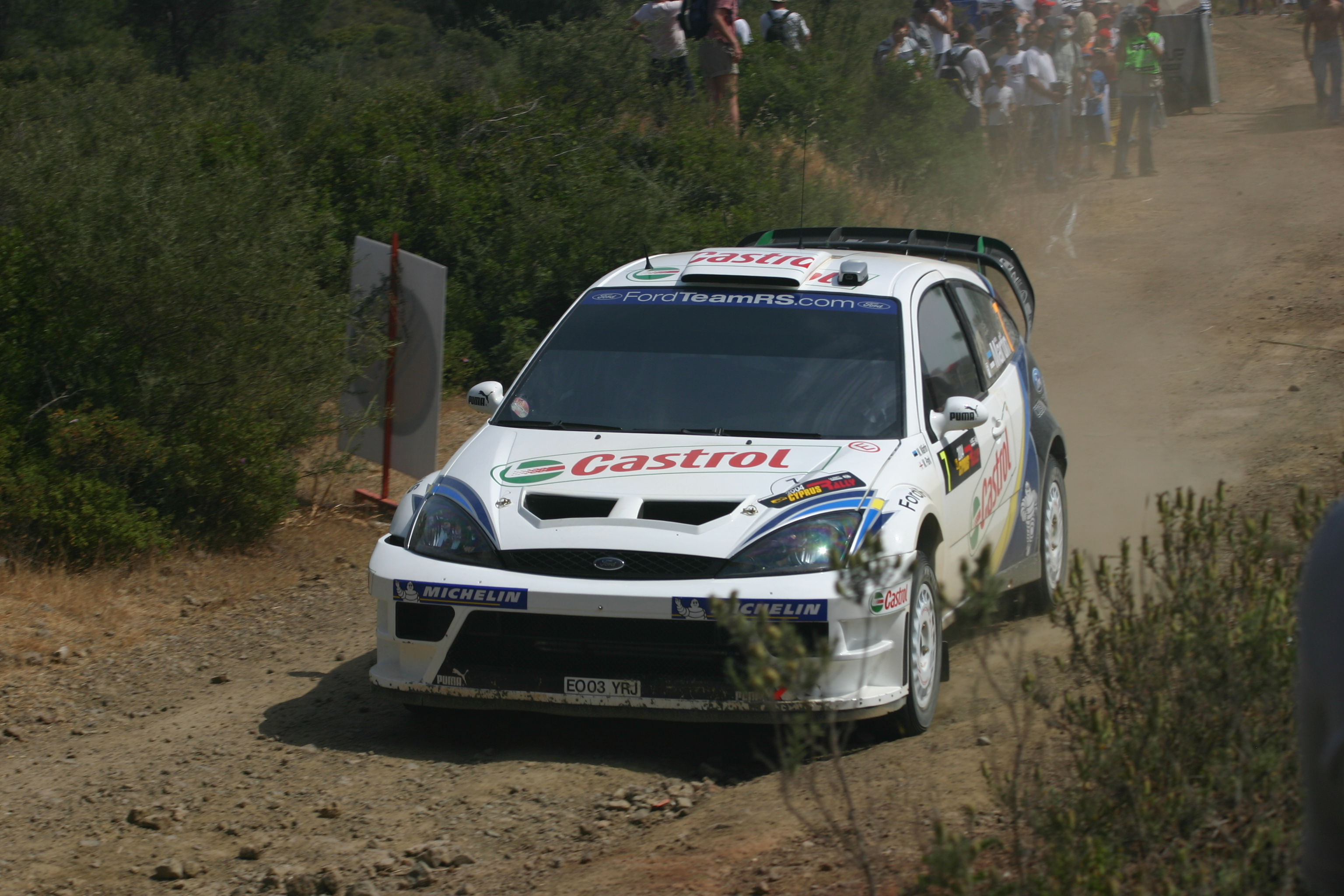
Michael és Mark mind az öt győzelmét a Ford csapatával szerezte

| #  | Dátum                 | Rali            | Versenyző     | Autó              | Összefoglaló |
| -- | --------------------- | --------------- | ------------- | ----------------- | ------------ |
| 1. | 2003. június 6-8.     | Akropolisz-rali | Markko Märtin | Ford Focus WRC RS | Összefoglaló |
| 2. | 2003. augusztus 7-10. | Finn rali       | Markko Märtin | Ford Focus WRC RS | Összefoglaló |
| 3. | 2004. március 12-14.  | Mexikó-rali     | Markko Märtin | Ford Focus WRC RS | Összefoglaló |
| 4. | 2004. október 15-17.  | Korzika-rali    | Markko Märtin | Ford Focus WRC RS | Összefoglaló |
| 5. | 2004. október 29-31.  | Katalán rali    | Markko Märtin | Ford Focus WRC RS | Összefoglaló |